# Punkt widzenia (album Ireny Santor)
Punkt widzenia – album Ireny Santor, drugi wydany w 2014 r. z okazji 80. urodzin piosenkarki. Nagrany został przy udziale Polskiej Orkiestry Radiowej pod dyrekcją Tomasza Filipczaka i Krzysztofa Herdzina. Artystka zamówiła kompozycje i teksty u wybitnych polskich twórców. Tylko dwa z osiemnastu utworów to znane wcześniej piosenki (z muzyką Jerzego Derfla i słowami Ireneusza Iredyńskiego).

## Lista utworów
| 1.  | Profesorowie muz. Włodzimierz Korcz / sł. Wojciech Młynarski                         | 2:52    |
|     |                                                                                      |         |
| 2.  | Siedzisz obok, pytasz grzecznie muz. Jerzy Derfel / sł. Ireneusz Iredyński           | 2:05    |
|     |                                                                                      |         |
| 3.  | Starość to nie jest wiek muz. Seweryn Krajewski / sł. Wojciech Młynarski             | 5:02    |
|     |                                                                                      |         |
| 4.  | Dlaczego nikt nie napisał mi romansu muz. Włodzimierz Korcz / sł. Wojciech Młynarski | 4:14    |
|     |                                                                                      |         |
| 5.  | Turnus pod Platonem muz. Andrzej Zarycki / sł. Michał Rusinek                        | 4:19    |
|     |                                                                                      |         |
| 6.  | Zakochałam się w piosence muz. Janusz Sent / sł. Wojciech Młynarski                  | 4:36    |
|     |                                                                                      |         |
| 7.  | Nie przejmuj się wcale miłością muz. Włodzimierz Korcz / sł. Grzegorz Wasowski       | 3:38    |
|     |                                                                                      |         |
| 8.  | O Poezjo damskich torebek muz. Włodzimierz Korcz / sł. Wojciech Młynarski            | 3:26    |
|     |                                                                                      |         |
| 9.  | Jeśli muz. Andrzej Zarycki / sł. Monika Partyk                                       | 3:30    |
|     |                                                                                      |         |
| 10. | Nie mam czasu muz. i sł. Grzegorz Turnau                                             | 5:17    |
|     |                                                                                      |         |
| 11. | Zawsze może być piękniej muz. Jerzy Derfel / sł. Wojciech Młynarski                  | 4:11    |
|     |                                                                                      |         |
| 12. | Brak słów muz. Andrzej Zarycki / sł. Michał Rusinek                                  | 4:11    |
|     |                                                                                      |         |
| 13. | Zielnik muz. Czesław Majewski / sł. Jacek Cygan                                      | 3:57    |
|     |                                                                                      |         |
| 14. | O przepraszaniu muz. Włodzimierz Korcz / sł. Michał Rusinek                          | 3:56    |
|     |                                                                                      |         |
| 15. | Przeglądam się w lustrze muz. Piotr Rubik / sł. Jacek Cygan                          | 4:47    |
|     |                                                                                      |         |
| 16. | Wyczerpałam zasób snów muz. Jerzy Derfel / sł. Ireneusz Iredyński                    | 3:01    |
|     |                                                                                      |         |
| 17. | Tabletki na miłość muz. Włodzimierz Nahorny / sł. Krystyna Gucewicz                  | 2:52    |
|     |                                                                                      |         |
| 18. | Niech zaczeka na mnie życie muz. Krzysztof Herdzin / sł. Ewa Lipska                  | 3:48    |
|     |                                                                                      |         |
|     |                                                                                      | 1:09:42 |
|     |                                                                                      |         |